# النهضة الكلتية

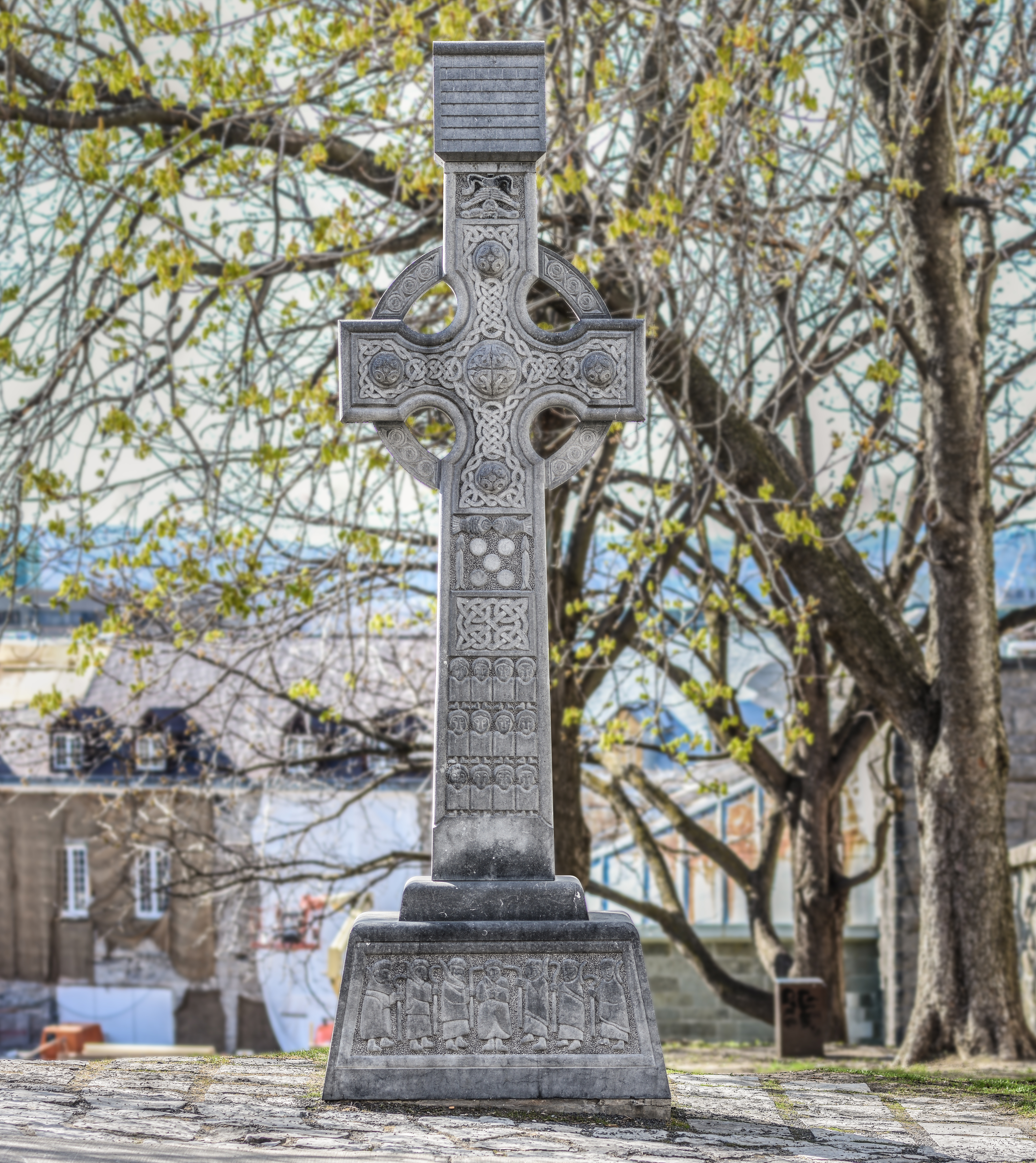

شهدت النهضة الكلتية (يُشار إليها أيضًا باسم كلتيك توايلايت أو كيلتومانيا)، وهي مجموعة من الحركات والاتجاهات في القرنين التاسع عشر والعشرين، اهتمامًا متجددًا بجوانب الثقافة الكلتية. اعتمد الفنانون والكتاب على تقاليد الأدب الغالي، وأدب اللغة اللويزية وما يُعرف «بالفن الكلتي»، وهو ما يسميه المؤرخون الفن الجزيري (أسلوب العصور الوسطى المبكر في إيرلندا وبريطانيا). على الرغم من أن الإحياء كان معقدًا ومتعدد الأوجه، وحدث في العديد من المجالات وفي بلدان مختلفة في شمال غرب أوروبا، إلا أن أفضل تجسيد له على الأرجح هو الإحياء الأدبي الإيرلندي. حفز الكتاب الإيرلنديون، بمن فيهم ويليام بتلر ييتس والليدي غريغوري، و «إيه إي» راسل وإدوارد مارتن وإدوارد بلونكيت (اللورد دونساني)، على تقدير جديد للأدب الإيرلندي التقليدي والشعر الإيرلندي في أواخر القرن التاسع عشر وأوائل القرن العشرين.
جاء الإحياء في بعض النواحي كرد فعل على التحديث، ويُعد هذا صحيحًا بشكل خاص في إيرلندا، حيث كانت العلاقة بين القديم والحديث متضاربة وحيث انقسم التاريخ وحيث، بحسب ما جاء به تيري إيغلتون، «لم تقفز (الأمة) ككل من التقاليد إلى الحداثة». أدت هذه النظرة الرومانسية للماضي في بعض الأحيان، إلى صور غير دقيقة تاريخيًا، مثل الترويج للصور النمطية النبيلة الوحشية للشعب الإيرلندي وسكان المرتفعات الاسكتلنديين، فضلًا عن وجهة نظر عنصرية أشارت إلى الإيرلنديين، سواء بشكل إيجابي أو سلبي، وصورتهم على أنهم عرق منفصل.
تمثلت نتيجة الإحياء واسعة الانتشار والتي ما تزال مرئية، بإعادة تقديم الصليب العالي كصليب كلتي، وهو ما يشكل الآن جزءًا مألوفًا من الفن الضخم والجنائزي في معظم العالم الغربي. 

## لمحة تاريخية
اكتسب البحث في الثقافات الغالية والبريثونية وتاريخ بريطانيا وإيرلندا زخمًا منذ أواخر القرن السابع عشر، على يد مؤرخين وأثريين مثل أوين جونز في ويلز وتشارلز أوكونور في إيرلندا. حُددت مصادر المخطوطات الرئيسية الباقية تدريجيًا وجرى تحريرها وترجمتها وحُددت المعالم الأثرية ونُشرت، ووُضعت أسس أخرى لتسجيل القصص والموسيقى واللغة.
غذى الكاتب والأثري الويلزي العتيق يولو مورغاونوغ الانبهار المتزايد في كل الأشياء البريثونية من خلال تأسيس الغورسيد، الذي أدى بدوره إلى إطلاق حركة الكهانة الحديثة.
زاد الاهتمام بالثقافة الغالية الاسكتلندية بشكل كبير خلال بداية الفترة الرومانسية في أواخر القرن الثامن عشر، إذ حقق أوسيان لجيمس ماكفيرسن شهرة عالمية، جنبًا إلى جنب مع روايات السير والتر سكوت وشعر وكلمات توماس مور.
ألهمت الحركة الرومانسية نهضة الاهتمام بالفلكلور والحكايات الشعبية والموسيقى الشعبية في جميع أنحاء أوروبا، حتى أن بيتهوفن كُلف بإنتاج مجموعة من الأغاني الشعبية الاسكتلندية. كان الشعور المتنامي بالهوية الكلتية سببًا في تشجيع وتغذية تصاعد المشاعر القومية في مختلف أنحاء المملكة المتحدة، وهو ما كان قويًا جدًا وخصوصًا في إيرلندا.
استمرت النهضة في منتصف القرن التاسع عشر، مع السير صموئيل فيرغسون وحركة يونغ إيرلندا، وغيرهم ممن عمموا الحكايات والتاريخ الشعبي في البلدان والأقاليم ذات الجذور الكلتية. بدأ العمل الأثري والتاريخي يحرز تقدمًا في بناء فهم أفضل للتاريخ الإقليمي، في ذات الوقت. تطور الاهتمام بفن الزخرفة «الكلتي»، وبدأ استخدام الزخارف «الكلتية» في جميع أنواع السياقات، بما في ذلك العمارة بالاعتماد على أعمال مثل قواعد الزخرفة للمعماري أوين جونز. قُلدت دبابيس الزينة (البروش) من الفن الجزيري في القرنين السابع والتاسع، وهي ما كانت ترتديها شخصيات مهمة مثل الملكة فيكتوريا. أُنتج العديد منها في دبلن من قبل ويست آند سون وغيرهم من صانعي المجوهرات.
عمل جون فرانسيس كاميبل من اسكتلندا (1821- 1885)، في الحكايات الشعبية ثنائية اللغة في المرتفعات الغربية (4 مجلدات، 1860- 62) وأسطورة التنين الكلتي، التي نُشرت بعد وفاته عام 1911. أصبح تشكيل اتحاد إدنبرة في عام 1885، الذي تضمن عددًا من الشخصيات المهمة في الفنون والحرف اليدوية والحركات الجمالية، جزءًا من محاولة تسهيل الإحياء في اسكتلندا، على غرار ما حدث في إيرلندا المعاصرة، وذلك بالاعتماد على الأساطير والتاريخ لإنتاج الفن في لغة حديثة. شملت الشخصيات الرئيسية في هذا الاتحاد كلًا من الفيلسوف وعالم الاجتماع ومخطط المدن والكاتب باتريك غيديس (1854- 1932) والمعماري والمصمم روبرت لوريمر (1864- 1929) وفنان الزجاج المعشق دوغلاس ستراشان (1875- 1950). أسس غيديس كلية غير رسمية للشقق السكنية للفنانين في حديقة رامزي في كاسل هيل في إدنبرة في تسعينيات القرن التاسع عشر. كان من بين الشخصيات المشاركة في الحركة آنا ترايكور (1852- 1936)، التي كلفها الاتحاد برسم الجداريات في الكنيسة الجنائزية في مستشفى الأطفال المرضى في إدنبرة (1885- 86 و1896- 98) وعملت أيضًا في المعدن والإضاءة والرسوم التوضيحية والتطريز وتجليد الكتب. كان جون دنكان المولود في دندي (1866- 1945)، أهم داعم للإحياء الفني في اسكتلندا. تضمنت أعماله الأكثر تأثيرًا اللوحات التي رسمها عن المواضيع الكلتية مثل تريستان وإيزولت (1912) وساينت برايد (1913). ساعد دنكان أيضًا في جعل دندي مركزًا رئيسيًا لحركة النهضة الكلتية، جنبًا إلى جنب مع فنانين مثل ستيورات كارمايكل والناشر مالكوم سي ماكليود.
شجع إحياء الأدب الإيرلندي على إنشاء أعمال مكتوبة بروح الثقافة الإيرلندية، التي تختلف عن الثقافة الإنجليزية. غذى هذا الأسلوب الهوية الإيرلندية المتنامية، التي وجدت أيضًا مصدر إلهام في التاريخ الإيرلندي والأساطير والفولكلور. كانت هناك محاولة لتنشيط الإيقاع والموسيقى الغالية الإيرلندية الأصلية. كتبت شخصيات مثل ليدي غريغوري وويليام بتلر ييتس وجورج ويليام راسل وجون ميلينغتون سينغ وسيان أوكيسي، مسرحيات ومقالات عن الحالة السياسية في إيرلندا. تداخلت النهضة الغالية والقومية الإيرلندية كثيرًا في أماكن مثل آن ستاد، وهو مقهى في شارع فريديرك بدبلن تملكه الكاتبة كاثال ماكغارفي، وارتادته شخصيات مثل دوغلاس هايد وآرثر غريفيث ومايكل كولينز. ارتبطت هذه برمز عظيم آخر للإحياء الأدبي، وهو مسرح آبي، الذي كان بمثابة المسرح لكثير من الكتاب والمسرحيات الإيرلنديين الجدد في ذلك الوقت.

قال السير تشارلز غافان دافي في عام 1892:
«كان هناك مجموعة من الشباب من بين الأكثر كرمًا الذين لم يكترثوا بسجلاتنا، انشغلوا في التنقيب عن الآثار المدفونة لتاريخنا، وفي تنوير الحاضر من خلال معرفة الماضي ويرممون التماثيل الإيرلندية من جديد، ويهاجمون الأخطاء التي أفلتت من العقاب لفترة طويلة بدفء كبير من قلوبهم كما يفعل النبيذ القوي في قلوب الناسي ويغنون أغاني البسالة والأمل، ولحسن الحظ لم يقفوا منعزلين في عملهم التقي، بل شجعهم ودعمهم جيش من الطلاب والمتعاطفين كما أرى هنا اليوم».